# إدوارد مورغان
إدوارد مورغان (بالإنجليزية: Edward Morgan)‏ هو سياسي جامايكي، ولد في 1610. انتخب Deputy Governor of Jamaica ‏ (1664 – 1664).